# Стежка здоров'я (тортури)

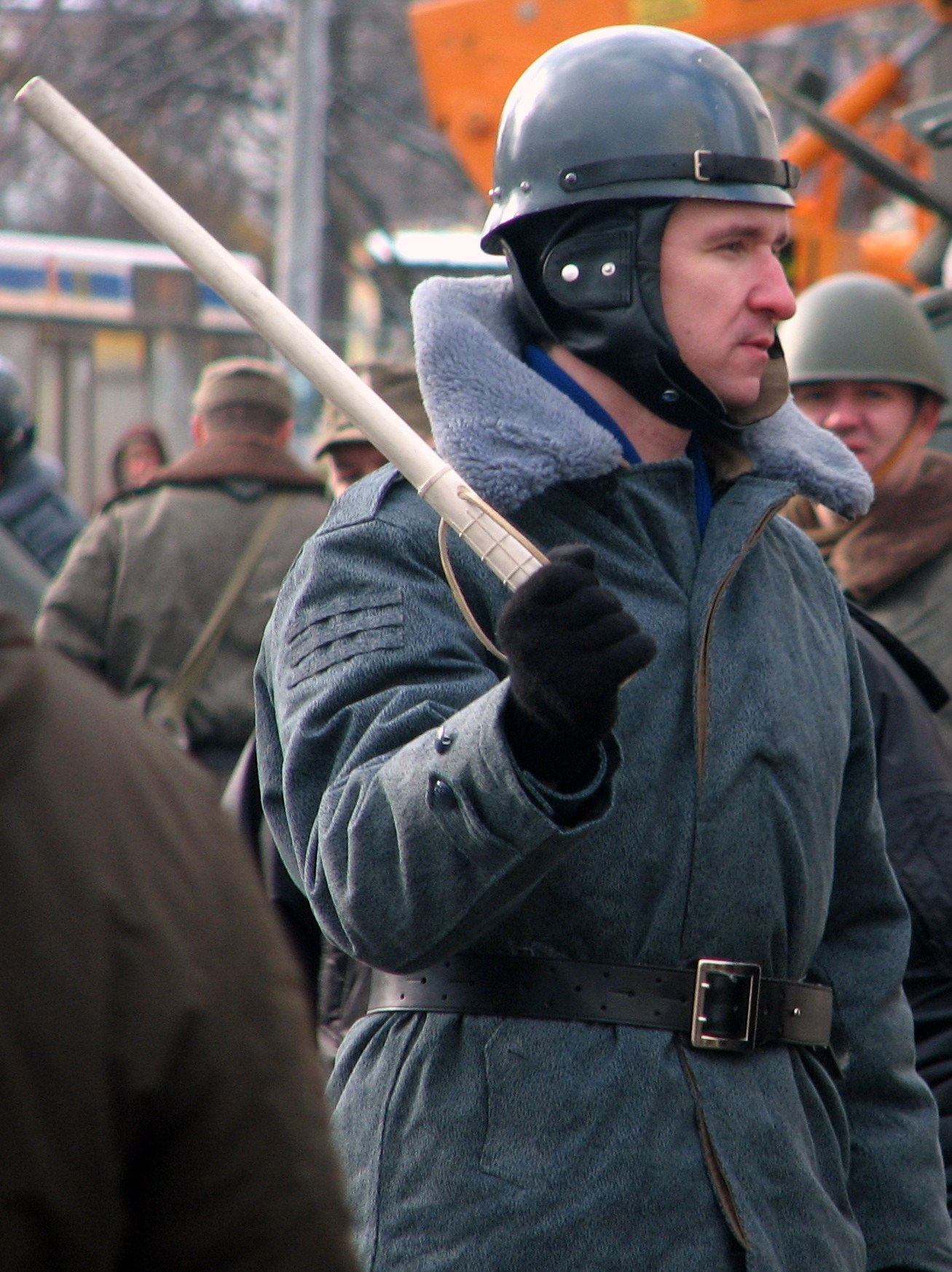
Актор у міліцейській формі та з поліцейським кийком

Стежка здоров'я — іронічний термін на позначення форми тортур, які застосовували в Польській Народній Республіці її служба безпеки, ЗОМО та громадянська міліція, особливо проти опозиційних активістів. Вона полягала в тому, що в'язня били, коли він пробігав між двома рядами людей з кийками. Іноді, щоб ускладнити справу, засудженому наказували розв'язати шнурки або навіть зв'язували обидва черевики.
Найвідоміші випадки використання «стежки здоров'я» зафіксовані під час радомських подій червня 1976 року. Операцією з придушення страйків (під кодовою назвою «Літо 76-го») керував особисто тодішній голова Служби безпеки ПНР ген. Богуслав Стахура[джерело?]. Едвард Герек стверджував, що коли він дізнався про таку практику, то наказав негайно її припинити. Використовували «стежки» і під час воєнного стану під час жорстокого придушення протесту інтернованих у центрі інтернованих у Квідзині — у тюремних коридорах виставляли шеренги озброєних довгими кийками офіцерів, об підлогу розбивали пляшки з лаком для підлоги, щоб взуття було слизьким; людей, що падали, били кийками і ногами до втрати свідомості.
Міліція Польської Народної Республіки, ймовірно, перейняла цей метод із традицій російської армії XIX століття (так званий шпіцрутен). Засуджений біг між двома рядами солдатів, які били його палицями.
Бразильською португальською мовою таке покарання називається corredor polonês, що означає «польський коридор».

## Виноски
1. ↑  Janusz Rolicki[pl], Edward Gierek — Przerwana dekada (wywiad-rzeka).
2. ↑  Brutalna pacyfikacja protestu internowanych w Kwidzynie, Portal historyczny Dzieje.pl
3. ↑  «Krwawa sobota» 14 sierpnia 1982 roku. Pacyfikacja internowanych w Ośrodku Odosobnienia w Kwidzynie, Kwidzyn.pl